# Рекашюс, Владас Винцович
Владас Винцович Рекашюс (лит. Vladas Rekašius; 3 (15) мая 1893, дер. Вийолишкис (ныне Биржайское районное самоуправление Паневежский уезд, Литва) — 13 марта 1920, Плунге) — российский революционер, политик, поэт, журналист, переводчик.

## Биография
Сын рабочего. Учился в Шяуляйской гимназии. Исключённый из гимназии, в 1913 году отправился в Германию. Изучал философию, литературу и историю в Университете Франкфурта-на-Майне.
Член РСДРП с 1914 года. Тогда же стал сотрудником редакции социал-демократической газеты «Вильнис» («Волна») в Риге, подвергался преслелованиям царских властей, был арестован и выслан в Томскую губернию. В 1916 году бежал из ссылки, вёл партийную работу в Эстонии, был членом Тартуского комитета и Бюро Северо-Балтийской органиции РСДРП.
После Февральской революции 1917 г. работал в Москве, был секретарём Богородского комитета РСДРП(б).
Участник Октябрьской революции 1917 г. В 1918 году назначен председателем Вятского районного совнархоза. В 1918—1919 годах участвовал в борьбе за Советскую власть в Литве, был председателем о Купишкского уездного ревкома.
В 1919—1920 годах — секретарь Тельшяйского подпольного райкома Компартии Литвы.
Убит литовскими буржуазными националистами.
В поэтическом творчестве В. Рекашюса преобладали мотивы революционной борьбы, свободы, социалистического будущего.
Перевёл на литовский язык «Интернационал», несколько произведений Г. Гейне и др.

## Избранные сочинения
- Ро raudonaja veliava, Vilnius, 1956.

## Память
- В 1953 году его именем названа средняя школа
- В 1955 году его останки были торжественно перенесены в центр городского кладбища Плунге.
- В 1961 году в Плунге установлен бюст (скульптор Леонас Жуклис).
- В 1967 году его именем был назван рыболовный траулер-рефрижератор «Владас Рекашюс».
- В 1971 году на Литовской киностудии режиссёр М. Гедрис снял кинофильм «Раны земли нашей», посвящённый Рекашюсу.